# Ivan Klajn
Prof. dr Ivan Klajn (Beograd, 31. siječnja 1937. – Beograd, 31. ožujka 2021.), bio je srpski jezikoslovac i povjesničar jezika.

## Životopis
Bio je redovni član Srpske akademije znanosti i umjetnosti (SANU). Za dopisnog člana izabran je 1997. godine, a za redovnog 2003. godine. Završio je studij talijanskog jezika i književnosti na Filološkom fakultetu Sveučilišta u Beogradu. Kao redovni profesor na istom fakultetu predaje talijanski jezik i usporednu gramatiku romanskih jezika. Područje Klajnova rada su, osim romanistike, i tvorba riječi, jezično savjetništvo i standardizacija suvremenoga srpskog jezika. Najznačajnija su Klajnova djela: "Rečnik jezičkih nedoumica", "Tvorba reči u savremenom srpskom jeziku" (I-II) i "Italijansko-srpski rečnik". S očeve strane, Klajn je židovskog podrijetla. Obitelj njegova oca Huga Klajna je generacijama živjela u Vukovaru. Znatan dio njegove obitelji je stradao u koncentracijskom logoru Jasenovac.

## Knjige i članci
Od 1974. godine piše (dvo)tjedne rubrike o problemima suvremenog srpskog jezika najprije u "Borbi", a zatim u "Politici" i u "Ilustrovanoj Politici", a posljednjih desetak godina u NIN-u.
Od prvog broja glavni je urednik jezikoslovnog časopisa Jezik danas, koji izdaje Matica srpska. Objavio je veći broj radova u jezikoslovnim časopisima i 18 knjiga:
- "Ispeci pa reci"
- "Istorijska gramatika španskog jezika"
- "Italijansko-srpski rečnik" (2 izdanja)
- "Jezik oko nas" (1980.)
- "Lingvističke studije" (2000.)
- "O funkciji i prirodi zamenica" (1985.)
- "Pisci i pismenjaci" (1994.)
- "Razgovori o jeziku" (1978.)
- "Rečnik jezičkih nedoumica" (6 izdanja)
- "Rečnik novih reči" (1992. )
- "Stranputice smisla"
- "Tvorba reči u savremenom srpskom jeziku" - prvi dio (2002.)
- "Tvorba reči u savremenom srpskom jeziku"- drugi dio 2003.
- "Uticaji engleskog jezika u italijanskom" (1971.)
- "Srpski jezički priručnik" (2007.)

U suautorstvu s Pavlom Ivićem, Mitrom Pešikanom i Branislavom Brborićem napisao je "Jezički priručnik" u izdanju Radio-televizije Beograd (1991.). U zborniku "Srpski jezik na kraju veka" (1996.) napisao je dio o leksici. Njegov "Rečnik jezičkih nedoumica" doživio je šest izdanja. Za "Italijansko-srpski rečnik" (drugo izdanje, 2000.) dobio je nagradu talijanske vlade.

## Prevodilaštvo
Preveo je veći broj knjiga s talijanskog i engleskog jezika. Njegov prijevod komedije Giordana Bruna "Svećar" izvodio se u "Ateljeu 212" u Beogradu. Jedan je od priređivača srpskog izdanja "Kembričke enciklopedije jezika" ("Nolit", Beograd, 1995) Davida Crystala i jedan od prevoditelja (uz Borisa Hlebeca) srpskog izdanja "Enciklopedijskog rečnika moderne lingvistike" ("Nolit", Beograd, 1988) istog autora.

## Članstva
Bio je član Savjeta Vukove zadužbine. Bio je član Odbora za standardizaciju srpskog jezika i predsjednik Komisije za odnose s javnošću i rješavanje neodložnih pitanja. Također je bio suradnik Matice srpske. Potpisnik je Deklaracije o zajedničkom jeziku, u kojoj se tvrdi da se u Hrvatskoj, Bosni i Hercegovini, Srbiji i Crnoj Gori govore nacionalne standardne varijante zajedničkog policentričnog standardnog jezika.

## Enigmatika
Zanimao se i za enigmatiku. U zagrebačkom Vjesnikovom kvizu (i njegovim posebnim izdanjima) objavio je nekoliko članaka s enigmatskom tematikom, kao i nekoliko zagonetaka (npr. palindromnih rečenica) ili zadataka povezanih s jezikom. Dio njegovih enigmatskih doprinosa spomenut je u knjizi "Kombinatorika u igrama riječi" Alojza Buljana (Matica hrvatska - ogranak Novska, Novska, 2003).

## Napomena
U Enciklopediji Britanici pogrešno su navedeni naslovi Klajnovih knjiga: umjesto "Pisci i pismenjaci" piše "Pisma i pismenjaci", a umjesto "Uticaji engleskog jezika u italijanskom" piše "Uticaj ...".

## Vanjske poveznice
- Ivan Klajn: "Britanika" bez Bačke[neaktivna poveznica]
- Ivan Klajn: Reizdaja[neaktivna poveznica]
- Ivan Klajn o elektronskom izdanju "Rečnika jezičkih nedoumica"  Arhivirana inačica izvorne stranice od 16. veljače 2006. (Wayback Machine) i ovdje
- Elektronsko izdanje "Rečnika jezičkih nedoumica"  Arhivirana inačica izvorne stranice od 16. prosinca 2005. (Wayback Machine)
- Knjiga "Rečnik jezičkih nedoumica"